# دولسي غراي
دولسي غراي (بالإنجليزية: Dulcie Gray)‏‏ (20 نوفمبر 1915 في كوالالمبور - 15 نوفمبر 2011 ) مؤلفة، وممثلة مسرحية، وممثلة أفلام، وكاتِبة، وروائية من المملكة المتحدة.

## الجوائز
- نيشان الامبراطورية البريطانية من رتبة قائد

## روابط خارجية
- دولسي غراي على موقع IMDb (الإنجليزية)
- دولسي غراي على موقع أول موفي (الإنجليزية)
- دولسي غراي على موقع قاعدة بيانات برودواي على الإنترنت (الإنجليزية)
- دولسي غراي على موقع قاعدة بيانات الأفلام السويدية (السويدية)
- دولسي غراي على موقع قاعدة بيانات الفيلم (الإنجليزية)